# Marcegaglia

Marcegaglia HQ

Marcegaglia es un grupo industrial italiano activo en el mercado europeo y mundial del acero. 

## Orígenes y desarrollo en Italia y en el mundo
La historia del Grupo Marcegaglia empieza en 1959 cuando por Steno Marcegaglia, con poco menos de treinta años, compra junto con un socio y a través de la “Marcegaglia-Caraffini” de Gazoldo degli Ippoliti (en provincia de Mantua), una empresa artesana de fabricación de tubos de riego y guías metálicas para persianas. 
Cuatro años más tarde, nace en Contino di Volta Mantovana, con unos diez empleados, la empresa Ipas, dedicada a la fabricación de acero estirado a partir de boceles o de placas. Entre tanto, en Gazoldo degli Ippoliti, donde unos 30 trabajadores trabajaban en la fabricación de perfiles abiertos, se realizan los primeros tubos fabricados a partir de cinta en frío. 
Desde 1963 en adelante, las actividades de estas pequeñas empresas se van potenciando y ampliando mediante inversiones puntuales y constantes. Es en 1969 cuando se compra un nuevo laminador para la fabricación de cinta en frío. 
En 1974, la planta de Gazoldo degli Ippoliti se enriquece con 250.000 metros cuadrados más de naves. La gama de productos se diversifica y se completa con la incorporación de los tubos a partir de cinta en caliente. 
En 1978, después de comprar la Laminatoi Meridionali de Arzano Nápoles, el Grupo Marcegaglia da un nuevo impulso a sus actividades industriales a través de un programa de adquisiciones de empresas manufactureras en dificultad con el fin de sanearlas y hacerlas competitivas en sus diferentes sectores de competencia.
En 1982, cuando el número total de trabajadores había alcanzado ya 640 unidades, se crea en Casalmaggiore la segunda planta más importante del grupo, dotada de equipos con tecnología puntera realizados por "Oto Mills" de Boretto (Reggio Emilia). Esta empresa, comprada junto con otros socios en 1979, desempeñará un papel clave en la innovación técnica de todas las plantas de producción del Grupo Marcegaglia. 
En 1983, el grupo adquiere tres nuevas sociedades: la Lombarda Tubi de Lomagna (Lecco), la Saom de Boltiere (Bérgamo) y la Trisider de Tezze (Vicenza).
La cifra total de negocios del “made in Marcegaglia” ya había alcanzado en 1983 el equivalente de 175 millones de Euros, con una plantilla de más de 860 trabajadores. 
Steno Marcegaglia, se sigue ocupando directamente de la dirección del grupo, con la ayuda de su esposa Palmira Bazzani; más adelante se incorporarán a la empresa sus hijos Antonio y Emma. 
En 1984, un plan de reestructuración interna redefine la fisionomía del grupo. La recién constituida Marcegaglia Spa incorpora por fusión las antiguas Metallurgica Marcegaglia, Ipas y Tubi Acciaio. La Lombarda Tubi incorpora a la antigua Saom, mientras que Trisider y Oto Mills conservan su autonomía social en los sectores distribución e ingeniería.
En 1985, el Grupo Marcegaglia sigue avanzando en el desarrollo de sus actividades industriales con la compra de tres importantes sociedades del grupo Maraldi: la Maraldi de Ravena, la Forlisider de Forlimpopoli (Forlí) y la Salpa de Cervignano del Friuli (Udine). Las tres empresas, especializadas en la fabricación de tubos para conducciones de agua, gas y metano, serán reconvertidas y pasarán a ser las nuevas plantas Marcegaglia de Forlí, de Cervignano y de Ravena.
En 1987 y tras licenciarse con las mejores calificaciones en economía de la empresa en la Universidad Luigi Bocconi de Milán, Antonio Marcegaglia se incorpora a la empresa familiar.
En 1988, el grupo le compra a Credit Suisse la Isla Albarella, un complejo turístico que se ha convertido hoy en día en uno de los centros de vacaciones, salud y relax con mayor renombre del Mar Adriático. 
Gracias a la aportación de Antonio Marcegaglia, la diversificación del grupo se amplía, tras la constitución de Bioindustrie Mantovane en 1988, con las adquisiciones de Oskar de Osteria Grande (Bolonia), Nuova Omec, Ennepi de Lugo di Romagna (Ravena), Imat de Fontanafredda (Pordenone), en 1989 CCT de Gallarate (VA) y Elet.Ca de Capalle (FI), y con la constitución en 1989 de Marcegaglia Impianti de Saronno (VA). El mismo año, adquiere participaciones en las empresas Fergallo de Motteggiana (MN), SIM de Sant'Atto (TE) y Elletre de Montebello Vicentino (VI). En 1991, el Grupo compra la Resco Tubi de Cusago (Milán) y la OMF de Fiume Veneto (PN). En 1994, adquiere la Brollo Profilati de Desio (Milán), que se trasladará sucesivamente a las instalaciones “ex Breda” a las puertas de Milán, compradas en 1995, con una superficie total de 80.000 metros cuadrados. En 1995 se hace con la ETA Euro Tubi acciaio de Milán, adquiriendo posteriormente una participación en la Allu's de Sesto al Reghena (PN).
A través de la nueva constelación empresarial y productiva, el grupo está presente también en los sectores de los artículos de menaje metálicos, de la pintura electrostática de metales y de los componentes metálicos para la industria del electrodoméstico. Al mismo tiempo, no olvida afianzar su posición en su ámbito propio, el metalúrgico, con la fabricación de tubos de acero inoxidable de escaso espesor y de perfiles en frío. 
El año 1996 es el de la constitución de Euro Energy Group, empresa dedicada a la fabricación de equipos destinados a la producción de energía a partir de fuentes renovables. En enero de 1997, el Grupo adquiere Nuova Forsidera Spa, con sus plantas de Corsico (Milán) y de Albignasego (Padua), una empresa especializada en la laminación y transformación del acero en frío y galvanizado.
El sector energético del grupo se amplía en 1997 con Green Power, cuya constitución, impulsada por Antonio Marcegaglia, tiene por finalidad el desarrollo de estrategias y sistemas para la generación de energía a través de la gasificación de residuos y biomasas. En 1998 nace Boiler Expertise, cuyo objeto incluye el diseño y la fabricación de calderas industriales y de potencia. 
Ese mismo año: - compra de Astra en Mezzolara di Budrio (BO); - compra de la antigua planta de Siderplating dedicada a la fabricación de chapas por tren de laminado, con la denominación de Marcegaglia San Giorgio di Nogaro (Udine),
El programa de desarrollo empresarial de Antonio Marcegaglia continúa en 1999 con la compra de Morteo Nord, en Pozzolo Formigaro (Alessandria) y de Ponteggi Dalmine, empresa con instalaciones en Milán, Graffignana (Lodi) y Potenza
El año 2001 es el de la compra, en el sector turístico, del centro vacacional de Pugnochiuso situado en la región de Puglia, en el promontorio del Gargano. 
Como resultado de los más de 500 millones de euros invertidos en pocos años, se inaugura en diciembre de 2001 la nueva gran planta de Ravena, el segundo polo siderúrgico-metalúrgico italiano. En 2002 entra en servicio en Taranto, en las antiguas instalaciones de Belleli, la segunda planta de fabricación del grupo en el sur de Italia después de la de Potenza. 
En 2003, el sector de los productos para la industria de los electrodomésticos se amplía nuevamente con la adquisición de la BVB de San Lorenzo in Campo (Pesaro). En 2004, el grupo cumple un paso fundamental en el desarrollo de sus actividades en el sector turístico al adquirir, junto con Banca Intesa y el grupo Ifil, el 49% de Sviluppo Italia Turismo. 
En 2007, Antonio Marcegaglia entra en el capital de Gabetti Property Solutions y potencia su planta de Ravena con una nueva inversión de 300 millones de Euros. El grupo crece en el sector energético, “desembarcando” en el mercado fotovoltaico a través de su empresa controlada Arendi dedicada a la fabricación de paneles fotovoltaicos. Incrementa asimismo su presencia en el turismo con la compra de la gestión del Forte Village, el más importante complejo hotelero italiano y europeo, en Santa Margherita di Pula en Cerdeña. Pronto se le añadirá la urbanización “Le Tonnare” de Stintino, en la provincia de Sassari. En 2007 se lleva a cabo la mejora de las instalaciones de Boltiere (BG). En 2008 adquiere el complejo turístico de Castel Monastero en Castelnuovo Berardenga (SI) y el complejo inmobiliario “Ex Arsenale” en La Maddalena (SS).

### La internacionalización del grupo
En 1989, Antonio Marcegaglia, acomete una política de internacionalización del Grupo Marcegaglia que refuerza su presencia directa en los mercados internacionales. 1989 es el año de la constitución en Düsseldorf de Marcegaglia Deutschland, cuyo objeto es la distribución de los productos de la empresa en el mercado alemán y en los países del norte de Europa. Nacen también, en Gran Bretaña, la United Stainless Steel instalada en las cercanías de Londres, más adelante la Marcegaglia U.K. para la fabricación de tubos soldados a partir de cinta en caliente y en frío, y a partir de 1997 Marcegaglia UK en Dudley, en West Midlands.
En 1991, Antonio Marcegaglia da el pistoletazo de inicio al proyecto que permitirá al grupo desembarcar en los mercados al otro lado del océano. En la segunda mitad del año, el grupo adquiere en los Estados Unidos la empresa The New Bishop Tube de Filadelfia, y en febrero de 1992 la Damascus de Greenville. Dos importantes plantas de fabricación a partir de las cuales nace la Damascus-Bishop Tube Company, empresa especializada en la fabricación de acero inoxidable.
En 1993, Antonio Marcegaglia compra el grupo belga Cotubel, que opera en el sector de la comercialización de tubos y productos de acero inoxidable en Francia y Benelux. Asimismo, constituye la compañía de trading Central Bright Steel para la comercialización de tubos soldados en el Reino Unido; en 1997, esta empresa se lanza en la fabricación de este tipo de tubos en una fábrica situada cerca de Birmingham. 
En verano de 1998, el grupo se hace con una amplia área industrial en Munhall, cerca de Pittsburgh, para instalar allí la nueva Marcegaglia USA, que incorporará también a Damascus-Bishop Tube Company.
En la misma época se constituyen en Estados Unidos otras dos sociedades, fruto de sus respectivas casas madres en Italia: la Oskar Usa en Birmingham (Alabama) y la Oto Mills Usa en Wheaton (Illinois).
Los esfuerzos de Antonio Marcegaglia quedan plasmados en 1999 en la constitución de Marcegaglia Ibérica, Marcegaglia Ireland, Marcegaglia France, Marcegaglia Austria y Marcegaglia do Brasil; esta última, ya en 2005, habrá triplicado su cifra de negocios, ampliado sus instalaciones e incrementado su plantilla hasta 1000 personas. Entre tanto nace en Brema, en joint-venture con el Grupo Arbed, la primera empresa de Marcegaglia dedicada a la fabricación de acero de calidad. 
En 2000, el Grupo adquiere en España la empresa Earcanal de Leioa. Después de la joint-venture con Arbed, el Grupo Marcegaglia firma en 2004 con el grupo Corus un acuerdo para la co-gestión, por un periodo de 10 años, de su acerería inglesa de Teesside, asegurándose así el suministro a precio de coste de un millón de toneladas anuales de bloomes para la fabricación de coils y chapas. Ese mismo año queda constituida, en Sao Paulo, Oto Mills do Brasil
En 2005, mientras continúa la ampliación de Marcegaglia do Brasil, Antonio Marcegaglia inaugura en el mes de junio en la ciudad polaca de Praszka la cuarta planta de fabricación del Grupo en el extranjero, unas instalaciones dedicadas a la producción de tubos para refrigeración, paneles aislados y chapas corrugadas. Un año después nace a 20 kilómetros de distancia la fábrica de Kluczbork, dedicada a la fabricación de tubos y trefilados. En 2007, Marcegaglia constituye Marcegaglia Gulf en la ciudad de Doha, Catar. La expansión de sus actividades industriales continúa en 2008 con su desembarco en China, donde realiza en Yangzhou, a 270 km al noroeste de Shanghái, su primera fábrica asiática dedicada a la producción de tubos de acero inoxidable y al carbono de alta precisión, sin olvidar la creación de Marcegaglia Romania en Cluj la puesta en marcha de las obras de construcción de una nueva planta de fabricación en Vladímir, Rusia.
En enero de 2023, el grupo Marcegaglia adquirió un horno de arco eléctrico para la fabricación de aceros inoxidables en Sheffield, Reino Unido. La operación también incluyó un molino de acero para alambrón y una planta de producción de barras, ambos en Sheffield; una planta de producción de barras en Richburg (Estados Unidos); y un molino de laminación en caliente para alambrón y una planta de producción de alambre dibujado en Fagersta (Suecia).
En 2024, Marcegaglia completa su capacidad de producción de acero con la instalación de Fos-sur-Mer en Francia, que es capaz de satisfacer aproximadamente el 30% de los requisitos de acero del Grupo.

### Inversiones y tecnología
El Grupo Marcegaglia ha invertido ingentes recursos en la investigación aplicada a través de su filial Oto Mills, una sociedad de ingeniería creada específicamente para este fin, y de Marcegaglia Impianti, división de ingeniería especializada en la construcción de instalaciones metalúrgico-siderúrgicas “llave en mano”; ésta no sólo suministra la maquinaria necesaria para la producción, sino también toda la experiencia tecnológica ya probada en las fábricas del grupo, y exporta actualmente su know-how a los países del Este europeo, del Lejano Oriente y a los países en desarrollo. 
Las empresas productoras del Grupo Marcegaglia han realizado con éxito su modernización tecnológica, por ejemplo con un sistema de decapado para el acero inoxidable y con el proyecto quinquenal "Ravenna 2000", que ha convertido a la fábrica romañola en el segundo polo siderúrgico italiano, con más de 4 millones de toneladas de semiproductos cada año gracias a sus nuevas plantas de galvanización en caliente, de barnizado, de laminado en frío y de decapado, y a su amplio y moderno centro de servicio. 
Una vez terminado el polo metalúrgico-siderúrgico de Ravena, inaugurado en diciembre de 2001, y completados otros proyectos menores que ya están operativos, el Grupo Marcegaglia transforma actualmente unos 6,5 millones de toneladas de acero al año de productos acabados.

### El empleo en el grupo
La edad media de los trabajadores del grupo, que cuenta actualmente con una plantilla de más de 7000 personas repartidas en más de 50 unidades productivas, administrativas y comerciales, se sitúa alrededor de los 30 años. 
La empresa nunca ha recurrido a reducciones de personal, ni aplicado suspensiones temporales de jornada, sino que a lo largo de todos estos años ha venido incrementado de forma sostenida sus niveles de empleo.

### El grupo Marcegaglia, hoy
El Grupo Marcegaglia es un grupo industrial y financiero que opera en Italia y en el extranjero con 36 sociedades y más de 7800 trabajadores, en el sector metalúrgico-siderúrgico y en una serie diversificada de otros ámbitos productivos. El grupo, controlado totalmente por la familia Marcegaglia, factura 7.500 millones de euros y ha registrado en el último decenio un crecimiento medio del 14%.

### Las actividades metalúrgico-siderúrgicas
El Grupo Marcegaglia es líder en Europa y uno de los primeros del mundo en la transformación del acero, del cual es también productor. En sus 36 sitios de fabricación en Italia y en el resto del mundo (Europa, Estados Unidos, Sudamérica, Asia, África), todos equipados con instalaciones a la vanguardia tecnológica, trata cada año unos 6.5 millones de toneladas de acero y fabrica cada día casi 5.500 kilómetros de tubos soldados, perfilados, trefilados, paneles, cintas y chapas de acero inoxidable, al carbono y de aluminio, de todos los tamaños y espesores, que se destinan a la fabricación de automóviles, electrodomésticos, intercambiadores térmicos, muebles y estanterías, a la construcción de edificios y de grandes infraestructuras, a obras de carpintería metálica, a la industria papelera, agroalimentaria, etc.

### Las actividades diversificadas
A través de varias filiales, el Grupo Marcegaglia está presente en un gran número de sectores industriales y en otros como la ingeniería, el diseño y la fabricación de equipos y plantas metalúrgicas; la carpintería metálica y los sistemas electrónicos de control; el sector energético con el diseño y la fabricación de centrales para la producción de energía eléctrica, a partir de biomasas, sistema de cubierta fotovoltaica,; el sector ecológico con el suministro de servicios para la seguridad y el medio ambiente a empresas y particulares; el de los productos metálicos con la fabricación de escobas, cepillos y recogedores para la limpieza doméstica, con la fabricación de serpentines y condensadores para la industria del electrodoméstico; los sectores agrícola y agropecuario, con la explotación de fincas y ganadería; los sectores turístico e inmobiliario, con la gestión de complejos turísticos, hoteleros e inmobiliarios (Pugnochiuso, Albarella y Castel Monastero).

### Las secciones productivas y comerciales
Las actividades metalúrgicas-siderúrgicas y diversificadas del Grupo Marcegaglia están organizadas en siete secciones productivas y comerciales que cuentan con más de 210 oficinas de representación en Italia y en el mundo entero: Marcegaglia Steel, Marcegaglia Building, Marcegaglia Home Products, Marcegaglia Engineering, Marcegaglia Energy, Marcegaglia Tourism y Marcegaglia Services.

### La familia Marcegaglia
El Grupo Marcegaglia se ha desarrollado siendo una empresa familiar, y aún sigue siéndolo tanto en el accionariado como en la composición de su Consejo de Administración, que está formado por Steno Marcegaglia, su esposa Palmira y sus hijos Antonio y Emma.

### Procesos judiciales
En 2008, Marcegaglia Spa ha pactado una sanción de 500.000 Euros más 250.000 Euros de confiscación por una comisión ilegal de 1.158.000 Euros pagada en 2003 a Lorenzo Marzocchi de EniPower. La sociedad afiliada N.e./C.c.t. SpA ha pactado 500.000 Euros de multa, y no menos de 5.250.000 Euros de confiscación.
Actualmente, por indicación de las autoridades suizas se están llevando a cabo investigaciones con el fin de comprobar el uso y la legalidad de diversas cuentas cifradas en el extranjero.

## Note
1. ↑  La Stampa San Giorgio di Nogaro
2. ↑  La Stampa Marcegaglia: rilancio della Morteo in 3 anni
3. ↑  Il Sole 24 ore Isola Maddalena
4. ↑  Gazzetta di Mantova sui mercati esteri affidata da Steno al figlio Antonio Marcegaglia Archivado el 7 de enero de 2014 en Wayback Machine.
5. ↑  Agichina24 - Marcegaglia investe a Shanghai Archivado el 7 de septiembre de 2010 en Wayback Machine.
6. ↑  Casadei, Cristina (3 de enero de 2023). «Marcegaglia acquista la divisione lunghi di Outokumpu per 228 milioni di euro». Il Sole 24 ORE (en italiano). Consultado el 17 de diciembre de 2024.
7. ↑  «Marcegaglia acquisisce l'acciaieria Ascometal di Fos-sur-Mer - Notizie - Ansa.it». Agenzia ANSA (en italiano). 31 de mayo de 2024. Consultado el 17 de diciembre de 2024.
8. ↑  REVE http://www.evwind.es/noticias.php?id_not=3648 Accordo Enel will install a 4 MW photovoltaic system on the roof-tops of the Marcegaglia Group's]
9. ↑  Corriere Della Sera. Antonio Marcegaglia patteggia per una tangente a Enipower. 26 marzo de 2008.
10. ↑  La Repubblica.it - Nel mirino dei pm e del Fisco 17 conti "segreti" di Marcegaglia. 11 novembre 2008